# Buddleja parviflora
Buddleja parviflora o tepozán, es un gran arbusto dioico o pequeño árbol perteneciente a la familia Scrophulariaceae. Es originaria de México en el Istmo de Tehuantepec, en los bosques a una altitud de 750 – 3500 metros.

## Descripción
B. parviflora alcanza un tamaño de hasta una 10 m de altura en la naturaleza, con un tronco de <20 cm de diámetro, la corteza negruzca y exfoliante. Las ramas jóvenes son subquadrangulares y tomentosas, teniendo hojas opuestas subcoriáceas de forma variable, 3 - 12 cm de largo por 1 a 4,5 cm de ancho. Las inflorescencias son blancas a blanco verdosas en panículas de 3 - 18 cm de largo por 2 - 12 cm, con 3 a 5 flores diminutas, la corolas campanuladas sólo de 1 a 1,5 mm de largo.

## Propiedades
Los usos medicinales que se reportan para esta planta son para tratar la hidropesía y la sinusitis (Puebla); en baños postparto aplicados con su cocimiento (Estado de Hidalgo); y para aliviar el cuerpo cortado (hay dolor muscular, dolor de cabeza y cansancio) se bebe el cocimiento de sus ramas acompañado con una aspirina o un beganin (Aguascalientes).

## Taxonomía
Buddleja parviflora fue descrita por Carlos Linneo y publicado en Nova Genera et Species Plantarum (quarto ed.) 2(ed. quarto): 353. 1818.
Etimología
Buddleja: nombre genérico otorgado en honor de Adam Buddle, botánico y rector en Essex, Inglaterra.
parviflora: epíteto latino que significa "con pequeñas flores".
Sinonimia
- Buddleja abbreviata Kunth
- Buddleja brevifolia Willd. ex Schultes & Schultes
- Buddleja gracilis Kunth
- Buddleja intermedia Kunth
- Buddleja lanceolata Benth.
- Buddleja ligustrina Loes.
- Buddleja microphylla Kunth
- Buddleja monticola Loes.
- Buddleja obtusifolia Martens & Galeotti
- Buddleja venusta Kunth[6]